# Tecnología 6D
La tecnología 6D ofrece una realidad aumentada en 6 dimensiones y, por tanto, nos brinda nuevas experiencias virtuales.
Esta tecnología fue diseñada en 2014 por la empresa Metaio y nos permite explorar imágenes en 3 dimensiones y movernos a través de ellas como queramos.
A la vez que la empresa (Metaio) presentaba esta nueva tecnología, publicaba el correspondiente código fuente con tal de permitir a otros programadores desarrollar nuevas experiencias inmersivas e interactivas.

## Funcionamiento
La tecnología 6D simula imágenes tridimensionales conforme el observador cambia su punto de vista. Esto lo consigue a través del uso de una serie de lentes de plástico que quedan superpuestas a la imagen del objeto. De manera que la visualización de los objetos proyectados es alterada por la posición de quién mira y por los cambios de dirección e intensidad de la luz que lo ilumina.
Además, permite recrear los entornos virtuales en el mundo real ya que permite a los usuarios de teléfonos inteligentes explorar la realidad a través de las cámaras de sus dispositivos. Para ello, utiliza algoritmos SLAM de última generación que interoperan con los sensores del smartphone. De esta manera conecta el mundo real al virtual proyectado en la pantalla del dispositivo, dando lugar a la posibilidad de que el usuario se mueva en 360° por este último entorno. Así, cada paso que damos en la realidad, nos permite movernos a través del escenario de realidad aumentada que transitamos.

## Aplicaciones

### Entretenimiento
El principal objetivo de esta tecnología es maximizar la experiencia virtual de los videojuegos para dar una sensación mayor de participación al usuario, cómo si se estuviera moviendo por el mundo real.
A su vez, esta tecnología también puede ser utilizada en el cine, proyectando imágenes sumamente realistas y hasta dando la sensación de interacción con los personajes. 

### Medicina
Además, esta tecnología también se ha aplicado a la medicina, debido a la calidad de las imágenes que genera. En concreto se utiliza para realizar ecografías con una precisión y claridad jamás vistas. Con los equipos de tecnología 6D, se puede evaluar el corazón y el cerebro fetal y así descartar malformaciones como el labio leporino o la espina bífida entre otras con anticipación. También se ha utilizado en el ámbito de la ginecología, debido a que permite obtener imágenes en color del útero y por lo tanto, diagnosticar con más precisión. En este caso, esta tecnología funciona gracias a unas ondas sonoras que chocan con el elemento a estudiar y que posteriormente son traducidos en datos que se pueden visualizar en una pantalla en forma de imágenes a tiempo real.

### Educación
Sin embargo, también se contemplan otros posibles usos de esta tecnología. Por ejemplo, se considera la opción de aplicarla al sector educativo con tal de posibilitar el estudio o conocimiento a partir de paseos a través de lugares lejanos o históricos u otro tipo de experiencias educativas envolventes como navegar a través de la capa electrónica de un átomo.